# Symphlebia nega
Symphlebia nega là một loài bướm đêm thuộc phân họ Arctiinae, họ Erebidae.